# レギュレイターズ
『レギュレイターズ』（原題: The Regulators）は、スティーヴン・キングが1996年にリチャード・バックマン名義で発表した長編小説である。

## 概要

### 特色・作風
1996年に発表された当作品は、スティーヴン・キング名で同年に発表された『デスペレーション』の続編・二部作といっていい。もともとキングは『ダーク・タワー』の頃から作品のなかで過去の自作の設定を登場させたり、キング自身を作中人物に批評させたりといった愛読者のみに分かるユーモアをちりばめることが多い。この二作品についてはその手法をさらに新たな形に発展させた試み、であろう。すなわち、登場する邪悪な存在、邪悪なものの背景・性質、登場人物の名称といった「枠組み」は同一である。が、ストーリー展開、登場人物の年齢・職業・性格・役どころ、さらには著作者、という細部は全く違うものである。
リチャード・バックマン名義であるが、その作風はキング色を色濃く残している。キーとなる人物の意識内の精神世界で繰り広げられていく戦いや（『ドリームキャッチャー』に明確に引き継がれるもの）、日記や新聞記事や言葉の端々に秘められた断片が、最後にパズルのようにピタッと嵌まっていく、という凝ったプロットの作品になっている。

### あらすじ
オハイオ州の田舎のポプラストリートという閑静な住宅街で、夏のある日、突然無差別に住民を銃撃しまくる異様なワゴン車に乗った襲撃者が現れる。住民たちはわけも分からずに混乱するが、襲撃者は繰り返しやってきては銃撃を行っていく。住民の一人で作家のジョン・マリンヴィルは、襲撃者を観察するうちに、彼らは子供向けのSF子供番組や西部劇番組の登場人物で、まるで子供の想像の世界から飛び出してきたような連中であることに気付く。時間をおくごとに襲撃は強力になって行き、さらにポプラストリートそのものも西部劇の舞台のような砂漠に変化していく。そしてそれらはこの街に叔母のオードリィ・ワイラーと住む自閉症の少年セス・ガーリンが好むSF番組、西部劇であることが分かってくる。

実はセス少年は2年ほど前にネヴァダ州のデスペレーションという街を通りかかった時、何者かに引き寄せられるように古い鉱山の坑道に入り、得体の知れない邪悪なモノを取り込み連れてきてしまっていた。邪悪なモノの名前は「タック」という。タックは2年もセスの内部に居座り力を蓄えていたのだ。そして、セスの中でタックとの戦いが始まる。

## リチャード・バックマン
リチャード・バックマンとはキングが使うペンネームであるが（詳細はスティーヴン・キングの項参照）、1984年の『痩せゆく男』を最後に本書の発表まで10年以上使用していない。キング本人もこの『痩せゆく男』を最後にこのペンネームを使用するつもりはなかったらしく、「バックマンは1985年に偽名癌で死亡」、と発表している。しかし、本作でこのペンネームを再度使用するために、キングは「編集者の記」という形をとり、「本作は1994年に未亡人が引越し準備中に地下室でタイプ原稿を発見した。その中にきちんと完成をみた作品が一点ゴムバンドで束ねてあったが、それが本書である。それに時代考証を加味し、発表した」と説明している。

## 出版
日本では、山田順子によって翻訳され、新潮文庫として出版されている。
- レギュレイターズ 上巻　ISBN 4102193510
- レギュレイターズ 下巻　ISBN 4102193529